# 516 (číslo)
Pět set šestnáct je přirozené číslo. Následuje po čísle pět set patnáct a předchází číslu pět set sedmnáct. Římskými číslicemi se zapisuje DXVI a řeckými číslicemi φις.

## Matematika
516 je:
- Abundantní číslo
- Složené číslo
- Nešťastné číslo

## Astronomie
- (516) Amherstia je planetka hlavního pásu, kterou v roce 1903 objevil Raymond Smith Dugan

## Roky
- 516
- 516 př. n. l.